# NEWS WEB
『NEWS WEB』（ニュース・ウェブ）は、NHK総合テレビジョンで、2012年4月3日から2016年4月1日まで、毎週月曜 - 金曜23:30 - 翌0:00（JST、以下略）（2012年度のみ、毎週火曜 - 土曜0:00 - 0:25）に放送されていた視聴者参加形式による平日最終版のニュースショーである。
番組名は日本放送協会がWorld Wide Webで配信しているニュースサイト「NHK NEWS WEB」に因む。

## 概要
ストレートニュースとして放送していた平日の最終版ニュース（2010年は『NHKニュース』、2011年は『NHKニュース24』）を「インターネット時代の新しいニュース番組」としてリニューアルし、火曜 - 土曜 0:00 - 0:25（月曜 - 金曜深夜）に『NEWS WEB 24（ニュースウェブ・にじゅうよん）』のタイトルで放送を開始、2013年4月1日から『NEWS WEB』とタイトルを変更した。平日23時台の帯番組（2000年以後）はよるドラから数えて6代目（報道・情報系は5代目）に当たる。
レギュラー放送に先駆けて、2012年1月13日（1月12日深夜） 0:00 - 0:25に『NHKニュース24』を1回休止する形でのパイロット版『NEWS WEB24』が放送され、同4月よりレギュラーの定時番組としてスタートを切った。
NHKオンライン内のニュースサイト「NHK NEWS WEB」と連動し、関心の高いニュースを詳しく伝える。番組ではインターネット上の動向に詳しい人物を「ネットナビゲーター」として起用。オープニングではウェブサイトの画面をスタジオモニターに表示し、アクセス数の多い（=関心の高い）話題を紹介。その後主要ニュースについてNHKの記者やデスク、外部の専門家をゲストに迎え、ニュースの背景についてインタビューする。ネットナビゲーターはインターネットでの関心の動向を読み解くほか、キャスターと共にゲストへ質問を行う。また1〜2本のニュース（うち1本はネットナビゲーターが選んだニュース）を詳しく取り上げる。
Twitterを用い視聴者参加ニュース番組として放送。番組が指示したハッシュタグ #nhk24と共に番組公式Twitterに投稿されたツイート（コメント）を画面下部で紹介。放送中に出演者が引用したツイートは黄色く表示される。ツイートを参照するために番組内でiPadを用いている。
インタビューコーナーと「放送後記」（放送後に行われるキャスターとネットナビゲーターとのトーク）は、放送後1週間限定で公式サイトで動画配信されていた。
番組の音楽は山田豊（2013年度まで）、堤博明（2014年度から）が作曲している。
以下、本項では、便宜上2012年度を「第1期」、2013年度（2013年4月1日以降）を「第2期」、2014年度（2014年3月31日以降）を「第3期」、2015年度（2015年3月30日以降）を「第4期」と記す。

### 第1期
開始当初はオープニングタイトルがあったが、ロンドンオリンピックによる放送休止後からタイトルは出さず、司会の橋本があいさつするとともに番組タイトルの字幕を小さく出すところから番組が始まった。
第1期（『NEWS WEB 24』時代）は祝日の翌日の放送は休止となり、0時からニュースと気象情報を放送していた（後述）。また、NHKワールド・プレミアムでは本番組は放送していなかった（BS1『ワールドWaveトゥナイト』を時差放送）。2013年3月30日放送分で0:00からの放送は終了した。

### 第2期
第2期からは、月曜日から金曜日の23:30 - 翌0:00に放送時間を繰り上げて（2013年3月までBizプラスの放送されていた時間帯）時刻"24"を省略した『NEWS WEB』に改称した。司会の橋本とニュースリーダーの真下、気象情報の斉田は“続投”となる）が、毎週出演のネットナビゲーターの顔ぶれは一新された。2012年度のネットナビゲーターは祝日放送回や不定期にネットナビゲーターやゲストとして出演するだけでなく、Twitterによる投稿が採用されることもあった。『NEWS WEB』では、祝日も放送される。
第2期はスタジオゲストの大物志向を強め、視聴者からツイートされた疑問・質問を、積極的にトークの中で生かし、視聴者が知りたいことに応えること自体にこだわっていくことにしているという。また、Twitterで書かれた数が前日より急増した単語を紹介する「つぶやきビッグデータ」、エンディング前にニュースリーダーが顔出しでニュースを紹介するコーナーが新しく始まった。一方で放送当日（『NEWS WEB 24』時代は日付が変わってからの放送であったため）のニュースの予定を紹介する「ニュース先取り」はなくなった。

### 第3期
第3期に入り、気象情報の斉田を除く出演者を一新。テーマ曲、セットや画面のデザインも変わったほか、内容も一部リニューアルされ、画面右下にその日の#nhk24がついたツイート数がリアルタイムで表示されるようになった。また一気にツイートが増えた場合は「上昇中」という表示が点滅するようになったが、初回でこのことに対し評判の悪いツイートが多かったため、上昇中表示が出る条件が厳しくなり、表示されることは稀となった。また、直前の『Sportsプラス』（スポプラ）と直後の『時論公論』、そして当番組を一体的に取り扱う構成が強化され、各番組ロゴが円の縁に添えられ、サウンドロゴと共に当番組タイトルが現れるという形に変更された他、『スポプラ』でその日のヘッドラインを表示するモニターにも、『NEWS WEB』でその日取り上げる特集、ニュース、ゲスト・ネットナビゲーターの中から1つを選んで常時表示をしている。当番組のモニターでも、「時論・公論」について常時表示していたが、途中からモニターには当番組のロゴのみが表示されるようになり、番組内容のメニューが表示されることは少なくなった。
番組中のコーナー「深く知りたい」は「深知り!」、「気になるニュース」は「気になる!」に変更された。

### 第4期
第4期では、司会の鎌倉と気象情報の斉田を除く出演者を一新。『スポプラ』と『時論公論』との共通タイトルが変更された。また、オープニングでのニュース項目が新たに設置された大画面にメニューとして表示されるようになり（キーワードニュースという名前がついている）、「気になる!」に代わって「シェアしたい!」が開始された（2016年2月まで）。これはネットナビゲーターが話題を取り上げ、それに対する視聴者やネット上の反応も共有するものである。
第4期では月1回程度、大阪放送局からの放送を行った（初回は2015年5月8日、6月以降は原則毎月第4金曜日だが2015年12月は第3金曜日、2016年2月は第2金曜日と第4金曜日の2回、2016年3月は第3金曜日）。司会は2015年3月まで『ニュースウオッチ9』のキャスターを務めていた井上あさひ（京都局）が担当し、ネットナビゲーターは現在及び過去のナビゲーターが日替わりで出演するほか、ニュースリーダー・気象情報担当も含めて『ニュースほっと関西』を放送しているスタジオから放送した。東京発の番組を大阪から放送するのは『情報まるごと』（現・『ニュース シブ5時』）以来で、東京発の番組を大阪放送局が制作するのは2013年4月5日から2015年3月6日まで金曜のみ放送されていた『ゆうどき 関西発』以来だが、これは災害等の際にNHK放送センターのバックアップを行うための訓練を兼ねているという。
2015年10月-12月の大阪版では「深知り!」を休止し、代わりに「西の達人にきく」という、関西の著名人へのインタビューまたは関西の文化を取り上げる企画が放送された。
2015年8月31日からは、重大事件などがない場合は原則として、オープニングで鎌倉とネットナビゲーター、気象予報士（10月5日からはつぶやきリーダーも）が一堂に出演するようになり、キーワードニュースも「ニュースをCHECK」に変わって、ニュースリーダーが最初から顔出しでニュースを読むようになった。
2015年10月5日から「つぶやきリーダー」として山下まみが新たに参加。山下は、オープニングでアクセス数の多いニュースを紹介するコーナーと「つぶやきビッグデータ」でのTwitterの読み上げを担当する。また、この日から番組ホームページでの放送後記の動画配信が休止された（番組最終週に復活）。
2016年4月4日から当番組と『Sportsプラス』を統合し、新たな報道番組『ニュースチェック11』に改変されることになり、2016年4月1日の放送をもって放送を終了した。『ニュースチェック11』でもインターネットやTwitterを使った意見の募集は引き続き行うが「つぶやきビッグデータ」をはじめとする本番組のコーナーは役目を終えた。大阪発の企画は『ニュースチェック11』ではなく同時期にリニューアルされた『クローズアップ現代+』に移行した（“クロ現＋”大阪発終了後、2017年度 - 2020年度の大阪発は『ごごナマ（金曜版）』に、2021年度以降の大阪発は『ニュース きん5時』に移行）。

### 出張放送
通常はNHK放送センターのニューススタジオから放送していたが、2013年秋以降、東京以外のスタジオに司会とネットナビゲーターが出張しての放送が定期的に行われた。この場合、ニュースリーダーと気象情報担当の斉田（2015年8月14日のみ長崎局に同行）は東京からの放送となり、実質的な二元中継となっている（ニュースリーダーを地元局のアナウンサーが務める場合もある）。
大阪局（2013年10月1日）、福島局（2013年11月22日）、福岡局（2013年12月20日）、盛岡局（2014年2月3日）、仙台局（2014年3月14日）、沖縄局（2014年5月16日）、札幌局（2014年7月4日）、広島局（2014年8月8日）、甲府局（2014年10月3日）、長崎局（2015年8月14日）の例がある。

## 出演者
ネットナビゲーターは、各期の指定された曜日に出演するのが基本であるが、祝日 放送時やネットナビゲーターの都合で休んだ場合には、別の曜日や過去のネットナビゲーターが出演する場合がある。第2期、第3期は祝日の放送時は必ず過去のネットナビゲーターが出演していた。
| 期間              | キャスター | ニュース リーダー | ネットナビゲーター        | ネットナビゲーター        | ネットナビゲーター        | ネットナビゲーター        | ネットナビゲーター        | 気象担当   |
| 期間              | キャスター | ニュース リーダー | 火曜日未明 （月曜日深夜） | 水曜日未明 （火曜日深夜） | 木曜日未明 （水曜日深夜） | 金曜日未明 （木曜日深夜） | 土曜日未明 （金曜日深夜） | 気象担当   |
| ----------------- | ---------- | ----------------- | ------------------------- | ------------------------- | ------------------------- | ------------------------- | ------------------------- | ---------- |
| 第1期 (2012年度)  | 橋本奈穂子 | 真下貴            | 古市憲寿                  | 瀧本哲史                  | 津田大介                  | 速水健朗                  | 木村俊介                  | 斉田季実治 |
| 期間              | キャスター | ニュース リーダー | ネットナビゲーター        | ネットナビゲーター        | ネットナビゲーター        | ネットナビゲーター        | ネットナビゲーター        | 気象担当   |
| 期間              | キャスター | ニュース リーダー | 月曜日                    | 火曜日                    | 水曜日                    | 木曜日                    | 金曜日                    | 気象担当   |
| 第2期 (2013年度)  | 橋本奈穂子 | 真下貴            | 小室淑恵                  | 山崎亮                    | 濱野智史                  | 為末大                    | 安田洋祐                  | 斉田季実治 |
| 第3期 (2014年度)  | 鎌倉千秋   | 西東大            | 福嶋麻衣子                | 石井光太                  | 中村太地                  | 萩原智子                  | 石川善樹                  | 斉田季実治 |
| 第4期 (2015年度)  | 鎌倉千秋   | 小見誠広          | 橋本麻里                  | 影山知明                  | 鈴木明子                  | ドミニク・チェン          | 水無田気流                | 斉田季実治 |
| 大阪発 (2015年度) | 井上あさひ | 森田洋平          | -                         | -                         | -                         | -                         | -                         | 坂下恵理   |

その他
- 山下まみ（つぶやきリーダー、2015年度のみ）

### パイロット版
開始に先立ち、2012年1月13日 0:00 - 0:25に当日の『NHKニュース24』を差し替える形でパイロット版を放送した（NHKワールド・プレミアムでも放送）。
- 橋本奈穂子（キャスター）
- 津田大介（ネットナビゲーター）
- 坂本朋彦（ニュースリーダー）
- 斉田季実治（気象情報）

### 代役
キャスター
- 真下貴（2012年10月17日-27日）
- 松村正代（2013年5月22日-24日、同年8月19日-30日、2014年3月17日-20日、同年6月2日-4日、2014年9月8日-12日、2015年9月14日-24日）
- 久保田祐佳（2014年9月1日-5日）

ニュースリーダー
- 福井慎二（2012年10月17日-27日）
- 吉田浩（2013年8月5日-16日）
- 昼間敬仁（2014年8月11日-22日）
- 原口雅臣（2015年8月17日-27日）

気象情報
- 渡辺博栄（2012年6月4日-8日、2014年6月10日-13日、9月8日-12日）
- 平井信行（2012年7月23日-27日、2013年9月16日-27日、2014年6月9日、9月15日-19日）
- 檜山靖洋（2015年9月7日-18日）

## 変更・休止
『NEWS WEB 24』時代は祝日の翌日は番組自体休止となり、代わりに0時から15分間（もしくは10分間）ニュースと気象情報を、空いた時間帯はミニ番組を放送。このミニ番組の中には、『WEB時代の情報活用術』と題した、ネットナビゲーターの人となりを取材した番組や、NEWS WEB 24の裏側を取材した番組も放送された。2013年度からの「NEWS WEB」は原則として祝日も放送されるため、このような処置は行われない。
緊急度の高いニュースを報じる場合や、総合テレビが特別編成を組む場合、番組休止または内容の大幅変更になる場合がある。
- 2012年
  - 5月24日 - 番組放送中の0:02頃に青森県三八上北地方で最大震度5強の地震が発生し、以降のレギュラーコーナーは気象情報以外を休止の上、0:50まで放送時間を延長した。ネットナビゲーターを紹介する前に番組内容が変わったため、津田は6秒間映っただけでその後の出演はなかった。
  - 6月21日 - 台風4号関連のニュースを放送するため、番組自体を休止（祝日以外では初めての本番組休止）。なお、真下が0時からの特設ニュースを、斉田は未明にかけ気象解説を担当。
  - 7月31日 - 8月11日 - ロンドンオリンピック中継に伴う特別編成のため、この間の番組を休止[13]。オリンピック中継の合間に夜勤担当アナウンサーがニュースと気象情報を伝えた。
  - 9月1日 - 前日夜に発生したフィリピン中部のサマール島の東の沖合を震源とする地震に伴い、沖縄から東北にかけての太平洋沿岸に津波注意報が発表されたことに伴い、番組を休止して特設ニュースを放送（真下と斉田が出演）[注 5]。
- 2013年
  - 1月24日 - アルジェリア人質事件の報道のため、放送時間が0:11 - 0:40（放送時間4分延長）となった。
  - 2月1日 - 放送直前に関東地方で発生した地震のため、2分延長し0:27まで放送した。またこの日は放送時間中にtwitterがダウンしていたため、画面に流れるツイートは全て事前に寄せられたものだった。
  - 2月9日 - 長崎市のグループホームで発生した火災のため、5分延長し0:30まで放送した。
  - 12月18日 - 猪瀬直樹東京都知事が辞任との見通しの報道を受け、10分延長し、翌0:10まで放送した。
- 2014年
  - 2月7日 - 2月21日 - ソチオリンピック中継に伴う特別編成のため、この間の番組を休止。オリンピック中継の合間に夜勤担当アナウンサーがニュースと気象情報を伝えた。
  - 3月5日 - 放送直前に、千葉県柏市での通り魔事件の容疑者が逮捕されたというニュース速報が入ったため、そのまま放送を延長し、翌0:05まで放送した。
  - 9月2日 - 第2次安倍改造内閣組閣関連の報道のため、4分延長し翌0:04まで放送した。
  - 10月13日 - 台風19号関連のニュースを放送するため、番組自体を休止。鎌倉は23時台の特設ニュースを斉田とともにそのまま担当した。
- 2015年
  - 1月27日 - 放送開始直前にISILによる日本人拘束事件の臨時ニュースが入ったため、そのまま臨時ニュースを続け、番組自体を休止。
  - 7月16日 - 台風11号関連のニュースを放送するため、番組自体を休止。23時台の特設ニュースは小見と斉田が担当した。
  - 9月10日 - 関東北部を中心とした各地での大雨に関するニュースを放送するため、番組自体を休止。23時台の特設ニュースは小見と檜山靖洋（気象予報士）が担当した。
- 2016年
  - 2月11日 - 本番組を休止し、『ニュースチェック11』のパイロット版を放送。

## トークイベント
- 2012年11月24日に表参道ヒルズで番組のトークイベントが開催された。第1期の全出演者とニュース編集責任者が一堂に会し、3時間にわたってネット配信された。通常放送と同様に視聴者のTwitterと連動して進められた。
- 2013年6月30日に六本木ヒルズでトークイベントの第2弾が開催された。第2期の全出演者（ただしNHK側からの依頼により小室は直前で出演キャンセル[14]）に加え、津田以外の第1期ネットナビゲーターも出演した。第1弾同様、4時間にわたってネット配信された。